# Ten Days of Dawn 1991
Die Ten Days of Dawn 1991 (auch Iran Fajr International 1991 genannt) im Badminton fanden Anfang Februar 1991 in Teheran statt.

## Sieger und Platzierte
| Disziplin    | Gold                  | Silber                | Bronze                                   |
| ------------ | --------------------- | --------------------- | ---------------------------------------- |
| Herreneinzel | Lin Liwen             | Pan Teng              | Tariq Farooq                             |
| Herreneinzel | Lin Liwen             | Pan Teng              | Ling Zhiying                             |
| Herrendoppel | Huang Yi Zhu Yonghong | Ling Zhiying Pan Teng | Morteza Validarvi Saed Bahador Zakizadeh |
| Herrendoppel | Huang Yi Zhu Yonghong | Ling Zhiying Pan Teng | Mirza Ali Yar Beg Islam Amir             |